# Hylebates
Hylebates Chippind. é um género botânico pertencente à família Poaceae.